# Chad Donella
Chad E. Donella (født 18. maj 1978) er en canadisk skuespiller, som har optrådt i adskillige film og tv-shows.
Han gik på Arts York Drama Program, hvor han deltog i stykker som Oedipus Rex, Waiting for Godot, og The Collected Works of Billy the Kid. 
Han har optrådt på Factory Theatre og Markham Teater i sin hjemby Toronto. Han spillede også bas i en periode i et band kaldet DAEVE. Han har optrådt i flere film som Final Destination, The Long Kiss Goodnight, og Disturbing Behavior. Ud over sine roller på film har han også spillet mange roller på tv i serier som X-Files, Smallville, CSI: Crime Scene Investigation, NCIS og Monk. I mange af sine roller har han portrætteret teenagere og unge mænd i krise. Donella er indstillet til en rolle i Saw VII, som instrueres af Kevin Greutert.